# Moss Sanctuary
Das Albert E. Moss Sanctuary (abgekürzt: Moss Santuary) in der Gemeinde Mansfield im US-Bundesstaat Connecticut ist ein kommunales Schutzgebiet.

## Name
Der Name hat nichts mit Moosen (engl.: Moss) zu tun, sondern bezieht sich auf Albert E. Moss, einen Professor der University of Connecticut (1914–1942), der in den 1930ern die ersten Curricula für Forstmanagement und Wildlife Management entwickelte.

## Geographie
Das Sanctuary ist Teil eines größeren Projekts, das in Zusammenarbeit von Staat, Stadt Mansfield, der Norcross Wildlife Foundation und University of Connecticut gestartet wurde, um siedlungsnahe Naturgebiete zu schützen. Das Sanctuary liegt südlich der Kreuzung von Route 275 (South Eagleville Road) und Route 195 (Storrs Road) und grenzt unmittelbar an den Storr's Campus der UConn. Das Schutzgebiet umfasst verschiedene Waldtypen und Sumpfgebiete sowie den Tift Pond.

## Geschichte
Das Gebiet mit 135 acre (55 ha) wurde erst 2011 unter Schutz gestellt, nachdem es schon seit Jahrzehnten als Outdoor Classroom für die UConn, die E.O. Smith High School und die Gemeinde Mansfield dient.
Der Teich wurde als Wasserspeicher für die älteste Seidenspinnerei in den Vereinigten Staaten angelegt.
Die Gebäude der Spinnerei von Rodney und Horatio Hanks  wurden in das Henry Ford Museum nach Dearborn, Michigan gebracht.
Zu Ehren von George Washington pflanzten Studenten von Moss mehrere Weymouth-Kiefern zum 200. Geburtstag 1932.